# نيلسون غودمان
نيلسون غودمان (بالإنجليزية: Nelson Goodman)‏ هو صاحب رواق ‏ وفيلسوف أمريكي، ولد في 7 أغسطس 1906 في سومرفيل في الولايات المتحدة، وتوفي في 25 نوفمبر 1998 في نيدهام في الولايات المتحدة.

## وصلات خارجية
- نيلسون غودمان على موقع الموسوعة البريطانية (الإنجليزية)
- نيلسون غودمان على موقع إن إن دي بي (الإنجليزية)